# Symphyodon yuennanensis
Symphyodon yuennanensis är en bladmossart som beskrevs av Brotherus 1929. Symphyodon yuennanensis ingår i släktet Symphyodon och familjen Daltoniaceae. Inga underarter finns listade i Catalogue of Life.